# Songs Of Two Nations
Songs Of Two Nations – tom wierszy angielskiego poety i dramaturga Algernona Charlesa Swinburne’a, opublikowany w 1875 nakładem wydawnictwa Chatto & Windus. Zbiorek zawiera utwory A Song of Italy, zadedykowany Giuseppe Mazziniemu (Iscribed with all devotion and reverence to Joseph Mazzini), Ode on the Proclamation of the French Republic, poświęconą Wiktorowi Hugo i cykl sonetów Dirae. Również w tym tomiku, podobnie jak w innych dziełach Swinburne’a można zaobserwować użycie jego ulubionego środka stylistycznego, aliteracji: clothed and crowned with curses, canst thou tell?.